# Mark of the Blade
Mark of the Blade — шостий студійний альбом американського дезкор-гурту Whitechapel, випущений 24 червня 2016 року, лейблом Metal Blade Records. Це перший альбом гурту в якому вокаліст Філ Бозман виконує чистий вокал, у піснях «Bring Me Home» і «Decennium» і це останній альбом, у записі якого брав участь ударник Бен Харклерод.

## Список композицій
| #     | Назва                           | Тривалість |
| ----- | ------------------------------- | ---------- |
| 1.    | «The Void»                      | 4:08       |
| 2.    | «Mark of the Blade»             | 2:54       |
| 3.    | «Elitist Ones»                  | 4:37       |
| 4.    | «Bring Me Home»                 | 4:49       |
| 5.    | «Tremors»                       | 4:20       |
| 6.    | «A Killing Industry»            | 4:05       |
| 7.    | «Tormented»                     | 4:14       |
| 8.    | «Brotherhood» (інструментальна) | 4:20       |
| 9.    | «Dwell in the Shadows»          | 4:02       |
| 10.   | «Venomous»                      | 4:24       |
| 11.   | «Decennium»                     | 6:11       |
| 48:04 |                                 |            |

## Учасники запису
Whitechapel
- Філ Бозман — вокал
- Бен Савадж  — соло-гітара
- Алекс Вейд  — ритм-гітара
- Зак Хаусхолдер — гітара
- Ґейб Крісп — бас-гітара
- Бен Харклроуд — ударні

Запрошені музиканти
- Бен Еллер — гітарне соло у  піснях «The Void», «Bring Me Home», «Tormented», «Dwell in the Shadows», «Venomous»

Продюсування
- Марк Льюїс — інженерія, міксування, мастеринг
- Whitechapel — продюсування
- Джейсон Суекоф — додаткова інженерія (гітари)
- Джеймс Тетчер — техніка ударних
- Метт Браун — техніка ударних
- Джон Дуглас — цифрове редагування

Дизайн обкладинки
- Колін Маркс — обкладинка
- Шон Камінгс — художнє керівництво
- Whitechapel — художнє керівництво

## Чарти
| Чарт (2016)                                  | Найвища позиція |
| -------------------------------------------- | --------------- |
| Australian Albums (ARIA)                     | 96              |
| Австрія Austrian Albums (Ö3 Austria)         | 36              |
| Бельгія Belgian Albums (Ultratop Flanders)   | 124             |
| Бельгія Belgian Albums (Ultratop Wallonia)   | 165             |
| Німеччина German Albums (Offizielle Top 100) | 16              |
| Швейцарія Swiss Albums (Schweizer Hitparade) | 64              |
| США Billboard 200                            | 72              |